# .ba
Pour les articles homonymes, voir BA.
.ba est le domaine de premier niveau national (country code top level domain : ccTLD) réservé à la Bosnie-Herzégovine.